# Virginia Marta Velásquez
Virginia Marta Velásquez (Sant Pere de Tutule, departament de La Paz, Hondures, 7 d'octubre de 1947) és una defensora dels drets de les dones que donà suport a les víctimes de violència, i que el 27 de setembre de 2019 va rebre el Premi Hillary Clinton per l'Avanç de les Dones en Pau i Seguretat de la Universitat de Georgetown. Entre els seus principals èxits figura l'aprovació de la Llei Contra la Violència Domèstica el 1997.

## Biografia
Virginia Marta Velásquez (també coneguda com a Marta Peñalba o Marta la de la López) és filla d'una dona indígena lenca i va ser criada per la seva tieta paterna, Orisela Peñalba i la seva àvia Emma Urbizo fins que als 14 anys va emigrar de la seva ciutat natal, Sant Pere de Tutule, a les ciutats de Comayagua primer i Tegucigalpa després com a treballadora domèstica. Posteriorment, es va traslladar a Sant Pere Sula, al nord d'Hondures, on a l'edat de 23 anys va començar a organitzar a les dones de la seva comunitat en contra del masclisme i la violència generalitzada contra dones i nenes.

## Context de violència contra les dones a Hondures
Hondures era llavors un dels països del món més perillosos per a les dones. El 2018 van ser assassinades 383 dones, més d'una al dia en un país amb una població de 9.012.229 habitants. Aquell mateix any 2598 dones van ser víctimes de delictes sexuals i d'aquestes el 59% dels casos les víctimes van ser menors de quinze anys. Hi havia també un nombre indeterminat de desaparegudes.
Un 27% de les dones amb edats entre 15 i 49 anys declararen haver patit almenys una vegada a la seva vida violència física.
La sensació d'impunitat és una de les causes principals del problema, amb un 96% dels assassinats sense resoldre.
Més enllà de les xifres, el 17 d'abril del 2019 The New York Times va publicar un estremidor reportatge en què descrivia la crueltat i l'acarnissament que es produeix en gran part dels feminicidis. El treball de la periodista Sonia Nazario, guanyadora del premi Pulitzer, va incloure entrevistes a víctimes i familiars, a més d'exposar possibles vincles de les autoritats policials amb el crim organitzat.

## Activisme
Virginia Marta Velásquez va ser fundadora de tres moviments que promouen l'apoderament de la dona i els seus drets: Moviment de Dones de la Colònia López Arellano i Aledañas (MOMUCLAA), Fòrum de Dones per la Vida i el Moviment de Joves de la Colònia López Arellano i Proximitats (MODEJCLAA).
MOMUCLAA va ser fundat en 1992, en un dels sectors amb major violència del municipi de Choloma, departament de Cortés, al nord d'Hondures (kk). La iniciativa va sorgir quan l'activista belga Daniela Mangelschots, que va morir a Hondures després de dècades de treball en defensa dels drets laborals, li va suggerir que assistís a una reunió de dones al Capitoli, i per això s'hauria de preparar primer. Marta juntament amb una amiga va començar a estudiar els drets jurídics de la dona i posteriorment van començar elles mateixes a capacitar altres dones sobre autoestima, educació sexual i el cicle de violència domèstica.
Molt abans que es promulguessin les lleis que penalitzen la violència domèstica, es van organitzar per advertir els agressors quan tenien coneixement d'un cas de violència de gènere.
Marta Velásquez va promoure les lleis contra la violència domèstica a través de l'Oficina Municipal de la Dona a Choloma. El MOMUCLAA va contribuir a reunir les 50.000 firmes necessàries per pressionar el congrés hondureny perquè aprovés aquesta llei, que finalment es va promulgar el 1997.
Entre les activitats de suport a les dones que desenvolupa habitualment l'organització fundada per Marta Velásquez es troben:
- Oferir assistència legal i psicològica a les dones supervivents de violència, inclosa la presentació de denúncies i ordres de restricció i presentació de sol·licituds d'asil.
- Ajudar les dones que volen sol·licitar asil als Estats Units amb la documentació i tràmits necessaris.
- Pressionar les autoritats per millorar els serveis comunitaris, com ara aigua potable, parcs infantils, ponts de vianants, etc.
- Mediar en conflictes comunitaris, col·laborar amb centres de salut, ajudar a finançar centres de cura infantil i escoles nocturnes i trobar solucions a la inacció del govern.
- Empoderar les dones a través de capacitacions sobre els drets de la dona, igualtat de gènere, autoestima i educació sexual.

A la Trobada Internacional Centreamericana “Les dones en la reconstrucció” celebrada a Tegucigalpa el 1999 després del devastador huracà Mitch, Marta Velásquez va presentar la seva proposta “Exercir el poder per a l'equitat” on va plantejar 75 mesures per a la reconstrucció i transformació nacional d'Hondures considerant com a eix central l'equitat de gènere.

## Reconeixements
- EUA. (2019)- Premi Hillary Rodham Clinton 2019 per l'Avanç de les Dones en Pau i Seguretat de l'Institut de Georgetown per a les Dones, Pau i Seguretat.[10]